# Aimo Lahti
Aimo Johannes Lahti (født 28. april 1895, død 19. april 1970) var en finsk våbendesigner, som har udviklet mange forskellige slags våben.